# 拉德村
拉德村（匈牙利語：Rádfalva）是匈牙利巴兰尼亚州所辖的一个村。总面积12.88平方公里，总人口200，人口密度15.5人/平方公里（2011年1月1日）。